# Pleurocorallium secundum
Pleurocorallium secundum – gatunek koralowca z rodziny Coralliidae występujący w wodach Archipelagu Hawajskiego. Koralowina, która jest wykorzystywana w jubilerstwie, znana jest pod nazwą „skóry anioła”. 
Termin „skóra anioła” lub „skóra anielska” może także ogólnie odnosić się do opisu barwy korali szlachetnych o zabarwieniu od bladoróżowego do ciemnoróżowego, a także w stosunku do korali o barwie łososiowej. 

## Charakterystyka
Koralowiec Pleurocorallium secundum żyje w wodach Archipelagu Hawajskiego na głębokości od 340 do 475 metrów. Osiąga dojrzałość po 12 latach. Dorasta do 75 cm wysokości. Na rok rośnie przeciętnie 0,9 cm. Żyje średnio 45 lat.
Duże stanowisko tego koralowca odkryto w 1965 roku na głębokości 400 metrów w miejscu zwanym Milwaukee Banks w pobliżu Hawajów, po czym zostało ono wykorzystane w celach komercyjnych. Razem z nim na tym samym obszarze był poławiany także Corallium laauense.
Od 2001 roku poławianie koralowca Pleurocorallium secundum w wodach Hawajów zostało przerwane, wokół zaś Grzbietu Hawajskiego wstrzymano poławianie już wcześniej.

## Zastosowanie w jubilerstwie
Komercyjna nazwa skóra anioła lub skóra anielska (wł. Pelle d’angelo, ang. Angel Skin, fr. Peau d’Ange) odnosi się do różowej koralowiny wykorzystywanej w jubilerstwie. Inne nazwy handlowe tego korala to: boke, mittdo sango i Midway Coral.
Oszlifowany i wypolerowany szkielet może mieć bladoróżowy, często prawie biały, czasami nakrapiany różowy kolor. W strukturze i wyglądzie do Pleurocorallium secundum jest podobny japoński różowy koral szlachetny Pleurocorallium elatius (w stosunku do jego albinotycznej wersji też może zostać użyta nazwa skóry anioła).
Korale o różnych odcieniach barwy różowej były chętnie wykorzystywane w jubilerstwie w okresie secesji.
W 2001 roku za kilogram płacono 187 dolarów.